# Ice Rihar
Ivan Ice Rihar, slovenski hokejist, Ljubljana.
Rihar je bil dolgoletni član ljubljanskega kluba SK Ilirija, s katerim je v sezonah 1938/39, 1939/40 in 1940/41 osvojil prve tri naslove jugoslovanskega državnega prvaka v konkurenci, v sezonah 1936/37 in 1937/38 je sicer SK Ilirija tudi osvojila naslova prvakov kot edini pravi jugoslovanski hokejski klub. Kot član prvega velikega tekmovanja za jugoslovansko reprezentanco je nastopil na Svetovnem prvenstvu 1939, ko je jugoslovanska reprezentanca edinkrat igrala med svetovno elito, bil je član prvega napada s Tonetom Pogačnikom in Milivojem Popovićem.